# Гнила Липа (ліва притока Золотої Липи)
 Гнила Липа — річка в Україні у Золочівському й Перемишлянському районах Львівської області. Ліва притока річки Золотої Липи (басейн Дністра).

## Опис
Довжина річки 15 км, похил річки 5,7 м/км  площа басейну водозбору 42,2 км, найкоротша відстань між витоком і гирлом — 12,14 км, коефіцієнт звивистості річки — 1,24. Формується декількома безіменними струмками та загатами.

## Розташування
Бере початок на південно-східних схилах безіменного плоскогір'я (425,9 м) на північно-західній околиці села Жуків. Тече переважно на південний схід через села Кропивна, Смереківка, Підсмереки, Дунаїв і впадає у річку Золоту Липу, ліву притоку Дністра.

## Цікаві факти
- У XX столітті на річці існувало декілька газгольдерів та газових свердловин[2].